# Сульпіція Руфа
Сульпіція Руфа (45 — після 10 року до н. е.) — давньоримська поетеса часів пізньої Римської республіки.

## Життєпис
Походила з патриціанського роду Сульпіціїв. Донька Сервія Сульпіція Руфа та Валерії, небога й вихованка Мессали Корвіна. Була членом його літературного гуртка. Про життя її мало відомостей. Мессала активно допомагав Сульпіції з розповсюдження її віршів та здобуття слави. Мала привілеї разом із чоловіками дискутувати щодо культурних та літературних напрямків тогочасного Риму.

## Творчість
Кілька її невеликих віршів про любов до Керінфа збереглися в IV книзі Тібулла. За деякими відомостями під ім'ям Керінфа ховається Марк Цецилій Корнут, чоловік Сульпіції.

## Родинва
Чоловік — Марк Цецилій Корнут, арвальський брат з 21 року до н. е.
Діти:
- Марк Цецилій Корнут, претор у 24 році н. е.